# Mimetaxalus
Mimetaxalus är ett släkte av skalbaggar. Mimetaxalus ingår i familjen långhorningar.
Kladogram enligt Catalogue of Life:
| Mimetaxalus | \| \| Mimetaxalus densepunctatus \| \| \| \| \| \| Mimetaxalus ochreoapicalis \| \| \| \| |
|             | \| \| Mimetaxalus densepunctatus \| \| \| \| \| \| Mimetaxalus ochreoapicalis \| \| \| \| |
|             | Mimetaxalus densepunctatus                                                                |
|             |                                                                                           |
|             | Mimetaxalus ochreoapicalis                                                                |
|             |                                                                                           |